# Ochterus barberi
Ochterus barberi är en insektsart som beskrevs av Schell 1943. Ochterus barberi ingår i släktet Ochterus och familjen Ochteridae. Inga underarter finns listade i Catalogue of Life.